# Stan Stephens
Stanley Graham "Stan" Stephens, född 16 september 1929 i Calgary, Alberta, död 3 april 2021 i Kalispell, Montana, var en kanadensisk-amerikansk politiker (republikan). Han var Montanas guvernör 1989–1993.
19 år gammal flyttade Stephens till Montana och var sedan verksam som journalist. Under Koreakriget arbetade han för den amerikanska arméradion.
År 1975 beslutade RTNDA att tilldela Stephens Edward R. Murrow-priset i journalistik efter att han hade avslöjat en skandal som gällde arbetsolycksfallsförsäkringar.
Stephens efterträdde 1989 Ted Schwinden som guvernör och efterträddes 1993 av Marc Racicot.